# Игра смерти (сериал, 2023)
«Игра смерти» (кор. 이재, 곧 죽습니다, Ijae, got jukseumnida; Иджэ должен умереть) — южнокорейский телесериал (дорама) с Со Ингуком, Пак Содам, Ко Юнджон, Ким Джихуном и Ли Дохёном. Основан на одноименном вебтуне Ли Унсика и Гульчхана. Сериал вышел на телеканале TVING 15 декабря 2023 года и транслировался каждую пятницу. В некоторых регионах он также доступен для потокового вещания на Amazon Prime Video.

## Сюжет
После удачной попытки самоубийства Чхве Иджэ (Со Ингук) попадает в ад, где встречает ангела смерти (Пак Содам). Он узнаёт, что в качестве наказания он должен будет умереть 12 раз в телах различных людей. Если он не хочет попасть в ад, то должен постараться выжить.

## В ролях

### Основной состав
- Со Ингук — Чхве Иджэ (кор. 최이재)[7]
- Пак Содам — Смерть (кор. 죽음)[7]

### Второстепенный состав

#### Реинкарнации Иджэ
- Ли Дохён — Чан Гону (кор. 장건우)[8]
- Чхве Сивон — Пак Чинтхэ (кор. 박진태)
- Пан Сонхун[англ.] — Сон Джэсоп (кор. 송재섭)
- Ли Джэук — Чхо Тхэсан  (кор. 조태상)
- Ким Джэук[англ.] — Чон Гючхоль  (кор. 정규철)
- Ким Канхун[англ.] — Квон Хёксу  (кор. 권혁수)
- О Джонсе[англ.] — Ан Чихён  (кор. 지형)
- Ким Гёнхо — офисный работник, 11-я реинкарнация Иджэ
- Ким Мигён[англ.] — Ли Джэмо, мать Иджэ
- Ким Вонхэ — бездомный мужчина

#### Другие
- Ко Юнджон — Ли Джису (кор. 이지수)[9]
- Ким Джихун — Пак Тхэу (кор. 박태우)[10]

## Список серий
| № серии | Название серии                                                                                              | Дата премьеры   |
| ------- | --- | --------------- |
| 1       | «Смерть» (кор. 죽음)                                                                                        | 15 декабря 2023 |
| 2       | «Причина, по которой ты попадешь в ад» (кор. 지옥에 가는 이유)                                              | 15 декабря 2023 |
| 3       | «Смерть ничего не может забрать» (кор. 죽음은 아무것도 가져가지 못한다)                                     | 15 декабря 2023 |
| 4       | «Причина, по которой вы боитесь смерти» (кор. 죽음이 두려운 이유)                                           | 15 декабря 2023 |
| 5       | «Невозможно вырваться на свободу и бороться со смертью» (кор. 죽음의 틀을 깨고 죽음과 싸우는 건 불가능하다) | 5 января 2024   |
| 6       | «Память» (кор. 기억)                                                                                        | 5 января 2024   |
| 7       | «Возможность» (кор. 기억)                                                                                   | 5 января 2024   |
| 8       | «Не ищите смерть. Смерть придет и найдет тебя» (кор. 죽음을 찾지 말라. 죽음이 당신을 찾을 것이다)           | 5 января 2024   |